# Orlické kilometry
Orlické kilometry a Memoriál Dobroslava Marečka – terénní dálkové pochody 100, 50 a 25 kilometrů, organizované v Mladkově ve východních Čechách vyústily do běhu do vrchu "Mladkov-Suchý vrch - Memoriál Dobroslava Marečka". 

## Historie
V polovině 60. let se v Československu začala éra dálkových pochodů. Jedním z prvních byl pochod „100 orlických kilometrů“, který startoval z Mladkova v podhůří Orlických hor. První ročník se konal už v roce 1965. Tehdy se s dálkovými pochody v Československu ještě jenom začínalo. U zrodu tohoto stokilometrového pochodu stáli turističtí nadšenci a průkopníci dálkové turistiky Dobroslav Mareček a Jaroslav Bican. Pozvali do Mladkova všechny ty, kteří si chtěli změřit síly a ujít 100 km v horském terénu na jeden zátah za 24 hodin. Pochod rychle získal na oblibě a už druhý ročník byl rozšířen o trasu 50 km, který účastnící měli ujít v limitu 12 hodin.  

## Trasy a organizace
Trasy pochodů vedly z Mladkova nejen krajinou orlického podhůří, ale i horským terénem. Pro každý ročník se trasy obměňovaly. Například trasa prvního ročníku stokilometrového pochodu v červenci 1965 vedla k Pastvinské přehradě i do Bartošovic a Rokytnice v Orlických horách a pokračovala až do Králík a Červené Vody. Hned další rok byl pochod organizátory rozšířen o další trasu 50 km. V následujících letech přibyla i trasa 25 km spolu s terénním během o stejné délce. Na organizaci pochodů se podílelo i množství dobrovolníků, kteří zabezpečovali občerstvení a obsluhovali kontrolní body na trasách. Účastníkům bylo poskytnuto ubytování v místní škole, a pokud její kapacita nestačila, posloužily i vojenské stany, případě dobrovolnické ubytování v soukromí. I když pochody měly od začátku turisticko-poznávací charakter, značná část účastníků je začala časem vnímat více jako závody, a pořadatelé se tedy na začátku 80. let soustředili výhradně na terénní běh v délce 25 km.

## Účastníci
Uskutečnilo se celkem 15 ročníků pochodu. Na první start 100 orlických kilometrů si stouplo 53 vytrvalců, z nichž do cíle v limitu dorazilo 24. Počet účastníků však rychle narůstal a brzo jich byly stovky a dokonce jejich počet rychle přesáhl i tisícovku. V roce 1972 pořadatelé zaznamenali více než 1200 účastníků. O dva roky později se na start 10. ročníku pochodu dostavil dokonce rekordní počet 2034 účastníků, někteří přijeli i ciziny. Každý, kdo došel do cíle v limitu, dostal diplom či pamětní list a medaili.

## Memoriál Dobroslava Marečka
Od roku 1982 vyústily hromadné pochody a terénní běhy do závodu 9,5 km dlouhého Běhu do vrchu Mladkov – Suchý vrch s účastí okolo 100 lidí. V roce 2011 tento běh získal název na počest svého zakladatele a koná se jako Memoriál Dobroslava Marečka. Běh je součástí českého poháru iscarex.
V roku 2023 se uskutečnil už 40. ročník tohoto Memoriálu. Každoročně ho pořádá TJ Sport Mladkov a městys Mladkov  a účastní se ho bezmála stovka domácích i zahraničních závodníků.